# Liste der Monuments historiques in Chazot
Die Liste der Monuments historiques in Chazot führt die Monuments historiques in der französischen Gemeinde Chazot auf.

## Liste der Objekte
| Bezeichnung                                              | Beschreibung                                                                        | Standort                                       | Kennzeichnung | Schutzstatus | Datum | Bild |
| -------------------------------------------------------- | ----------------------------------------------------------------------------------- | ---------------------------------------------- | ------------- | ------------ | ----- | ---- |
| Hauptaltar                                               | Altartisch und Retabel; Holz, farbig gefasst und vergoldet, 18. Jahrhundert         | in der Kirche Nativité-de-Notre-Dame (Lage)    | PM25000542    | Classé       | 1945  |      |
| Zwei Seitenaltäre                                        | jeweils Altartisch und Retabel; Holz, farbig gefasst und vergoldet, 18. Jahrhundert | in der Kirche Nativité-de-Notre-Dame (Lage)    | PM25000543    | Classé       | 1945  |      |
| Kanzel                                                   | Holz, vergoldet, 18. Jahrhundert                                                    | in der Kirche Nativité-de-Notre-Dame (Lage)    | PM25000544    | Classé       | 1945  |      |
| Gemälde Taufe Christi                                    | Ölfarbe auf Leinwand, Holzrahmen, 1726 von Adrien-Claude Richard                    | in der Kirche Nativité-de-Notre-Dame (Lage)    | PM25000546    | Classé       | 1982  |      |
| Gemälde Maria Magdalena                                  | Ölfarbe auf Leinwand, Holzrahmen, 1726 von Adrien-Claude Richard                    | in der Kirche Nativité-de-Notre-Dame (Lage)    | PM25000547    | Classé       | 1982  |      |
| Skulptur Madonna mit Kind                                | Holz, farbig gefasst, Ende des 16. Jahrhunderts                                     | in der Kapelle Assomption-de-Notre-Dame (Lage) | PM25002000    | Inscrit      | 1975  |      |
| Skulptur Unterweisung Mariens                            | Holz, farbig gefasst, 17. Jahrhundert                                               | in der Kapelle Assomption-de-Notre-Dame (Lage) | PM25002001    | Inscrit      | 1975  |      |
| Wandvertäfelung des Kirchenschiffs                       | Holz, 19. Jahrhundert                                                               | in der Kirche Nativité-de-Notre-Dame (Lage)    | PM25002002    | Inscrit      | 1981  |      |
| Gemälde Maria immaculata umgeben von Engeln und Heiligen | Ölfarbe auf Holz, 16. Jahrhundert                                                   | in der Kirche Nativité-de-Notre-Dame (Lage)    | PM25000540    | Classé       | 1908  |      |
| Glocke                                                   | Bronze, 1773 gegossen                                                               | in der Kirche Nativité-de-Notre-Dame (Lage)    | PM25000541    | Classé       | 1942  |      |
| Skulptur Madonna mit Kind                                | Holz, farbig gefasst und vergoldet, 15. Jahrhundert                                 | in der Kapelle Assomption-de-Notre-Dame (Lage) | PM25000545    | Classé       | 1958  |      |